# Agnotologia

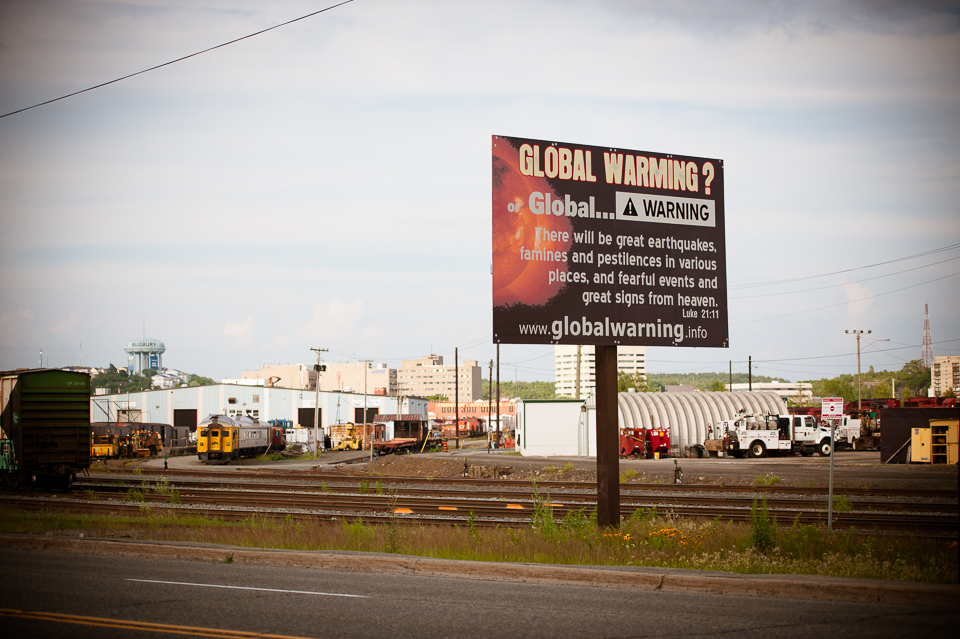
Negacionismo das mudanças climáticas em Sudbury

Agnotologia é o estudo das políticas de produção da ignorância.
O neologismo foi criado pelo historiador americano Robert N. Proctor,  da Universidade de Stanford, em diversas palestras que ministrou em 2005.
A partir dessas palestras, escreveu o livro "Agnotologia: a construção e a desconstrução da ignorância".
O estudo do pesquisador partiu de um memorando secreto da indústria do tabaco que caiu em domínio público em 1979 sob o nome do "O Tabagismo e a proposta de saúde". O artigo foi escrito uma década antes pela empresa Brown & Williamson e revelou muitas das táticas empregues pelas grandes companhias para neutralizar os esforços antitabagistas.
Uma das seções mais importantes do documento analisava como se deveria vender os cigarros ao grande público: "a dúvida é o nosso produto. A dúvida é a melhor maneira de competir com o volume de informação que existe na mente do público em geral. Também é o meio de gerar controvérsias". Esta revelação despertou o interesse do pesquisador que começou a indagar as práticas das empresas em propagar a confusão sobre a constatação de que fumar causava câncer.
O financiamento de especialistas por parte das empresas não visa sistematicamente obter “maus resultados científicos”. Ao contrário, pode ser muito útil subvencionar um grande nome da pesquisa toxicológica para dar crédito a um instituto privado que, depois, será bem-vindo nos cenáculos onde se esboça o futuro da pesquisa. Não se trata apenas de aliciar alguns especialistas; é a própria estrutura da burocracia da pesquisa que constitui, hoje, uma aposta para os representantes de interesses econômicos.
Existem várias causas para a produção deliberada da ignorância. Pode-se citar a influência da mídia, tanto para neglicenciar como também para manipular e gerar uma falsa representação de fatos. Corporações e agências governamentais podem contribuir para a agnotologia através do ocultamento da informação e da censura.
Diversos estudos relatam que essa política continua sendo utilizada até hoje e são aplicadas por grandes lobbies, pela chamada grande mídia e corroboradas pelos chamados Think Tank em relação a assuntos vitais tais como o negacionismo do aquecimento global, a dívida pública dos Estados Nacionais e a necessidade do crescimento econômico a qualquer custo.
A etimologia do termo vem do grego ἄγνωσις, agnōsis, "desconhecer" (grego ἄγνωτος "desconhecido"), e -λογία, -logia.